# Comuna Lejanivka, Huseatîn
Lejanivka (în ucraineană Лежанівка) este o comună în raionul Huseatîn, regiunea Ternopil, Ucraina, formată din satele Bilînivka și Lejanivka (reședința).

## Demografie
Componența lingvistică a comunei Lejanivka
     Ucraineană (100%)
Conform recensământului din 2001, toată populația comunei Lejanivka era vorbitoare de ucraineană (100%).